# 南条氏
南条氏（なんじょうし）は、日本の氏族
1. 伊豆国田方郡南条郷を名字の地とした藤原南家工藤氏の支族[1]の得宗被官南条氏[2]。後に駿河国富士郡上方上野郷に移住して地頭となって栄えたが、鎌倉時代末期に主君の執権北条氏とともに没落した。
2. 下記の宇多源氏佐々木氏流と自称した武蔵国の国人[1]。
3. 伯耆国の国人、戦国大名。

以下は伯耆南条氏について述べる。

## 貞宗以前の南条氏
通説によれば、南条氏は南北朝時代の貞治2年（1366年）に南条氏の祖とされる南条貞宗が伯耆国河村郡埴見郷羽衣石邑周辺に羽衣石城を築いたのが始まりとされている。
しかし、それ以前の文和3年（1354年）の「足利尊氏下文」などの文書に南条又五郎なる人物が見え、相当の有力者であったがことがわかっている他に、南北朝時代初期の小鴨氏当主・小鴨氏基の母が南条元伯なる人物の娘であったことが『小鴨家系図』に記されている。
加えて貞宗などの記述が見えるのは『伯耆民談記』などの江戸時代に記された文献であり、あまり正確とはいえないものである。
これらの人物との関係については現在全く不明であり推測の域を出ないが、南条氏が本当に佐々木氏流の家なのか一部にみえる「平氏説」も踏まえて再考の余地があると思われる（下記参照）。

## 経歴
上記の『伯耆民談記』、『羽衣石南条記』などの説によると、佐々木氏流塩冶氏の流れをくむ出雲守護塩冶高貞の庶子とされる南条貞宗（塩冶高秀）は南条氏の始祖とするいう。ただし、貞宗の出自については佐々木流塩冶氏説と平氏説、名和氏説など多数存在するが、貞宗自身は「賀茂姓」を名乗っている。『出雲国造系譜』によると、貞宗は賀茂氏の流れを汲む南条直宗と東時孝の娘との間の子という。

### 南北朝 ～ 室町時代
始祖の貞宗が羽衣石城を築いたのは貞治5年（1366年）のことと伝えられている（現在、これ以前にも伯耆国内には南条姓を名乗る有力者がいたことがわかっている。これについては前述を参照のこと）。
初期南条氏の活動については記録等が乏しいため不明な点が多いが、守護の山名氏の下で東伯耆を中心に勢力を拡大した南条氏は嘉吉の乱頃には有力な国人領主として成長、乱の後には守護代に任じられた。応仁の乱の際にも山名氏の「分国ノ士卒」として参加、小鴨氏らと共に守護軍の一翼を担った。
文明年間に入り応仁の乱が長期化し、守護の統制にかげりが見え始めてくると南条氏は赤松氏、山名元之ら守護家の傍流と協力、これまでと一転して反守護活動を開始した。一連の反乱により文明13年（1481年）8月には南条下総入道、延徳元年（1489年）1月には「南条以下数十人」が討死している。

### 戦国時代
永正 - 天文年間にかけて尼子氏が伯耆へ侵出した際、通説では南条氏は但馬、因幡へ逃れたとされていたが、現在では尼子氏の下へ属し、後に毛利氏の下へ属したことがわかっている。
南条氏は天文9年（1540年）9月、尼子晴久の郡山城攻めに参加していることがわかっているが、3年後の天文12年（1543年）には大内義隆の月山富田城攻撃に南条宗勝が参加、大内軍の道案内をしている。その後の動向は不明だが大内氏を経て毛利氏へ属した宗勝は、毛利の支援の下、永禄5年（1562年）の夏頃には伯耆の旧領を回復したものと見られる。
『真継家文書』内の「南条国清書状」によれば天文15年（1546年）頃の羽衣石城主は南条国清なる人物であったことがわかっている。この国清なる人物は当時、尼子方であり、武田山城守の誘いで尼子方を離れ美作国大原の地に逗留している。なお、近年の研究により、この国清なる人物が後の宗勝のことを指していることが判明した。
宗勝は帰国後の永禄6年（1563年）頃より毛利元就らの容認を得て伯耆国人衆の被官化を行った。これにより村上氏の家臣の一部、山田氏、小森氏などが南条家家臣団に編成され、南条氏は当時、山陰地方東部で最大の勢力を持つ国人として成長、東伯耆の要の役割を担ったのである。

### 安土桃山時代
天正3年（1575年）秋、南条宗勝が急死、家督は嫡子・元続に継承された。元続は家督継承の後、福山次郎左衛門の誘いに乗り密かに織田氏と連絡を取るようになっていた。天正4年（1576年）7月、山田重直によって福山一族が殺害され、同7年（1579年）9月に元続が報復として山田重直の居城・堤城を攻撃すると南条氏は毛利氏より離反し、織田氏の下へ属した。
南条氏は毛利離反後の天正8年（1580年）より吉川軍と交戦、その傍ら同年5月には羽柴秀吉の鳥取城攻めの合力として気多郡表へ放火するなどした。しかし、8月の長和田・長瀬川の戦いに敗北、付城を羽衣石城周辺に築かれ包囲された南条氏は落人が続出し、同10年（1582年）6月には小鴨某が内通していたことが発覚、同年9月には山田重直によって羽衣石城が攻略され、元続らは敗走を余儀なくされた。
天正12年（1584年）、いわゆる「京芸和睦」が成立、南条氏は八橋城を除く東伯耆3郡を与えられた。しかし、南条氏はその後も八橋城回復を目標に奔走、天正13年（1585年）春には八橋城を回復することに成功、同年5月の赤崎原の戦い、7月の河原山城の戦いなどで西伯耆の毛利氏を攪乱させる行動に出ていた。
天正11年（1583年）11月に帰国した元続はその後、病気がちになり弟の小鴨元清に後見役を勤めさせた。
天正19年（1591年）に元続が死去すると元清後見の下、幼い元忠が家督を継承した。しかしのちに元忠と元清の間に懸隔が生じ、元清は小西行長に仕えて南条姓に復したという。

### 関ヶ原以後の南条氏
慶長5年（1600年）の関ヶ原の戦い後、南条氏は所属した西軍の敗北により所領を没収され、一族は他国へ逃れ没落した。
その後、元忠は慶長19年（1614年）の大坂冬の陣に際して多くの一族、旧臣とともに大坂城へ入り戦ったが、元忠は徳川方の藤堂高虎と内通していたことが発覚して、家臣とともに大坂城内にて切腹させられた。元忠の嫡子の南条勘右衛門の家系はその後鳥取藩に仕え、元忠の曽孫に当たる南条喜右衛門は郡奉行などの要職に就いた。
一方で南条元清は、仕えていた小西家が関ヶ原の合戦に敗れて改易された後、同じ肥後国の加藤清正（熊本藩）に仕え、剃髪して元宅と称した。元宅が慶長19年（1614年）に没すると、嫡孫の元信と二男の宜政の間で跡目争いが生じた。元信は細川忠興を頼り、細川家（小倉藩、のち熊本藩）に3000石で召し抱えられた。元信の家は、藩主細川忠利の四男南条元知が継いだが継嗣なく絶家した。宜政は大坂の豊臣秀頼に仕え、大坂の陣においても大坂方で参戦したが、妻が徳川家臣の水野勝成の姪であったため、大坂落城時に水野家がこの姪と家族を保護した。宜政も水野家に匿われて命を長らえた。戦後は熊本藩加藤家や津山藩森家に仕えた。宜政の長男の宗晴は津山藩に仕えたが、三男の系統は幕臣となった。

#### 旗本南条氏
元清の三男宗俊（源八、与兵衛）は、母（水野氏）が千姫に仕えていた縁から徳川家に召し出され、徳川綱重（甲府徳川家・甲府藩）付きの家臣となり、藩の書院番頭まで上った。宗俊の長男の宗益が家を継ぎ、徳川家宣が将軍後継者として江戸城西の丸に入ると付帯して幕臣となり、西の丸小納戸を務めた。宗俊の二男の俊宜は水野姓を称して同じく甲府徳川家に仕え、三男の元鋪は古河藩土井家に仕え、四男は旗本立花氏に養子に入った（立花種秀）。
以降、南条家は600石の直参旗本として続いた。。

### 近代
昭和初期に、当時近畿地方に住んでいた南条宗続の子孫が私財を投じて、羽衣石城跡に模擬天守を建設し、先祖の業績が風化しないようにと石碑を建立している。ただしこの模擬天守は史学的考証に基いたものではない。

## 南条氏概要

### 歴代当主
- 初代　南条貞宗 - 伯耆守と名乗る。
- 2代　南条景宗 - 官位は宮内少輔、景宗寺（現在は廃寺）を建立。
- 3代 ～ 5代　不明
- 6代　南条宗賢 - 官位は但馬守。
- 7代　南条宗皓 - 官位は越前守。
- 8代　南条宗勝 - 官位は豊後守。
- 9代　南条元続 - 官位は従五位下、左衛門尉、伯耆守。
- 10代　南条元忠 - 官位は中務大輔、大坂城内にて切腹と伝えられている。

### 系図
```
    
南条貞宗

　　　┣━━━┳━━━┓
　　
景宗
  
機堂長応
  
尼子経時

　　　┃
　　  某
　　　┃
　　  某
　　　┃
　　  某
　　　┃
　　
宗賢

　　　┃　　
　　
宗皓

　　　┣━━━━━━━━━━━┳━━━┳━━━┓　　
　　
宗勝
  　　               元信    
信正
    
宗信

　　　┣━━━┳━━━┓　　  ┃      ┣━━┓
　　
元続
     
元清
    
元秋
    元周    
信光
  
隆光

　　　┣━━━┳━━━┳━━━┓
　　
兼保
　 
千代姫
    
元忠
   
宗続
```

### そのほかの南条一族
- 南条又五郎
- 南条元伯
- 南条国清

### 南条家家臣団
- 山田重直
- 津村基信
- 小森方高
- 一条清綱
- 鳥羽久友
- 進下総守
- 山田畔助
- 山田越中守（山田久清のことか）
- 広瀬若狭守
- 山名氏豊
- 川口久氏（元・山名氏）
- 知足院宗省
- 泉養軒長清

※ このほか、中村氏、豊嶋氏、油木氏、春日氏、相賀氏、由良氏、越振氏などが確認される。

## 南条踊り
羽衣石の南条氏に由来すると言われる踊りが「南条踊り」の名前で山口県・広島県に今も伝わる。

## その他の南条氏
『鶴岡八幡宮寺社務職次第』によると、藤原南家の工藤氏一族の伊豆南条氏は北条得宗家に仕えた御内人（得宗被官）に南条頼直（四郎左衛門尉）とその子の南条宗直（左衛門尉）父子と、その子孫の南条貞直（左衛門尉）とその子の南条高直（新左衛門尉）が存在していた。貞直、高直父子は鎌倉幕府が新田義貞に攻め滅ぼされるときに、その後を追って殉じたという。また南条時継と南条時光父子および、南北朝時代に時継の孫で時光の甥の日目の存在が確認される。